# Tramwaje w Colmar
Tramwaje w Colmar − zlikwidowany system komunikacji tramwajowej we francuskim mieście Colmar, działający w latach 1902−1960.

## Historia
Tramwaje w Colmar uruchomiono 16 marca 1902. Szerokość toru wynosiła 1000 mm. System od początku składał się z dwóch linii miejskich:
- Gare − Port du Canal
- Gare − route de Strasbourg

Do obsługi sieci zakupiono 16 dwuosiowych tramwajów silnikowych. Wkrótce do miejskiej sieci podłączono podmiejską linię do Witzenheim, obsługiwaną przez tramwaje parowe. W 1935 linia została zelektryfikowana i do jej obsługi skierowano nowe tramwaje typu SATRAMO. Miejskie linie zastąpiono 10 listopada 1956 autobusami, jednak już 15 dni później ruch na nich ponownie wznowiono. Powodem był brak paliwa. Ostatecznie tramwaje na miejskich liniach zastąpiono autobusami w marcu 1957. Ostatnią linię podmiejską do Witzenheim zlikwidowano 31 stycznia 1960.